# Henry Frères (cráter)

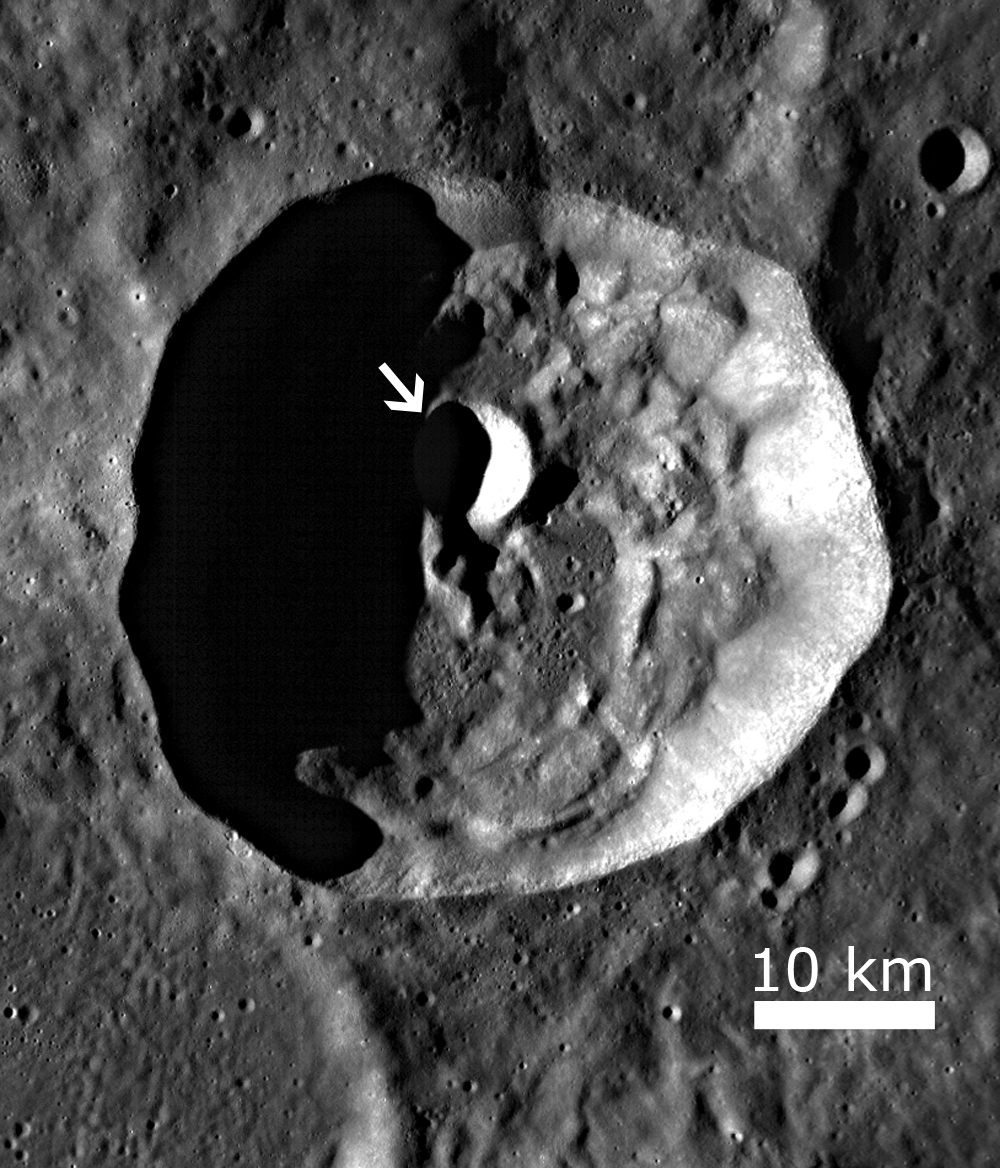
Fotografía de la misión Lunar Reconnaissance Orbiter

Henry Frères es un cráter de impacto que se encuentra en la parte suroeste de la cara visible de la Luna, justo al oesnoroeste del cráter Henry, un impacto de diámetro similar. Al oesudoeste de Henry Frères aparece el cráter mucho más grande Byrgius. El sistema de marcas radiales del cráter satélite Byrgius A atraviesa Henry Frères, formando un rastro tenue desde el oeste hacia el este.
|  |

El borde exterior de Henry Frères es casi circular, con una ligera protuberancia hacia el sudoeste. Cuando se ve desde la Tierra, sin embargo, este cráter presenta una forma ovalada debido al escorzo. El brocal presenta una cierta irregularidad en su lado noreste, pero el borde no está erosionado significativamente o marcado por otros cráteres. La parte occidental del suelo interior tiene algunas áreas irregulares, con un pequeño cráter situado en su parte norte.

## Cráteres satélite
Por convención estos elementos se identifican en los mapas lunares colocando la letra en el lado del punto medio del cráter que está más cercano a Henry Frères.
|              | \| Henry Frères \| Coordenadas \| Diámetro \| \| ------------ \| ------------------------------ \| -------- \| \| C \| 24°36′S 59°42′O / -24.6, -59.7 \| 37 km \| \| E \| 24°36′S 60°00′O / -24.6, -60.0 \| 4 km \| \| G \| 22°48′S 58°00′O / -22.8, -58.0 \| 4 km \| \| H \| 22°18′S 56°36′O / -22.3, -56.6 \| 6 km \| \| R \| 21°30′S 57°48′O / -21.5, -57.8 \| 7 km \| \| S \| 20°30′S 56°24′O / -20.5, -56.4 \| 6 km \| |          |
| Henry Frères | Coordenadas | Diámetro |
| C            | 24°36′S 59°42′O / -24.6, -59.7 | 37 km    |
| E            | 24°36′S 60°00′O / -24.6, -60.0 | 4 km     |
| G            | 22°48′S 58°00′O / -22.8, -58.0 | 4 km     |
| H            | 22°18′S 56°36′O / -22.3, -56.6 | 6 km     |
| R            | 21°30′S 57°48′O / -21.5, -57.8 | 7 km     |
| S            | 20°30′S 56°24′O / -20.5, -56.4 | 6 km     |